# Rolf Storsveen
Rolf Storsveen (22 aprile 1959) è un ex biatleta norvegese.

## Biografia
Vinse la medaglia più importante in carriera alle Olimpiadi di Sarajevo 1984.

## Palmarès

### Olimpiadi
- 1 medaglia:
  - 1 argento (staffetta a Sarajevo 1984)

### Mondiali
- 1 medaglia:
  - 1 argento (staffetta a Minsk 1982)